# FIFA Futsal World Championship 2000
Il quarto FIFA Futsal World Championship, disputato nel 2000 in Guatemala, è stata la quarta edizione di un torneo per squadre nazionali di calcio a 5 organizzato dalla FIFA, organismo che amministra tale sport in ambito mondiale.
Ai nastri di partenza della manifestazione si presentano sedici formazioni divise in quattro gironi da quattro squadre, le quaranta partite vengono disputate nei due impianti sportivi designati a Città del Guatemala il "Domo" ed il "Teodoro Flores".
Il torneo rimane un momento fondamentale del calcio a 5 internazionale da quando viene gestito dalla FIFA: Guatemala 2000 segna la fine dello strapotere brasiliano in questo sport e l'inizio dell'era spagnola sul mondiale, dopo che già nell'edizione iberica di quattro anni prima il movimento calcettistico europeo era andato crescendo di importanza fino a occupare quattro delle prime cinque posizioni al mondo.
La lacuna del primo gradino del podio viene colmata il 3 dicembre 2000 al Domo di Città del Guatemala davanti a circa 7.500 spettatori: la Spagna di Javier Lozano si impone sui campioni uscenti del Brasile. In una edizione segnata dal grandissimo apporto di pubblico (praticamente il doppio degli spettatori rispetto Spagna '96) e da una nuova fortissima presenza di squadre europee nell'olimpo di questo sport, con cinque squadre tra le prime otto, le Furie Rosse giungono a un traguardo sfuggito quattro anni prima grazie ad una formazione che in otto partite subisce solo otto reti, di cui tre nella finale con i brasiliani.

## Selezioni partecipanti
| Squadra     | Confederazione | Partecipante in quanto                                         | Partecipazioni precedenti al torneo | Ultima presenza |
| ----------- | -------------- | -------------------------------------------------------------- | ----------------------------------- | --------------- |
| Argentina   | CONMEBOL       | 2ª classificata della Taça América 2000                        | 3 (1989, 1992, 1996)                | 1996            |
| Australia   | OFC            | Vincitrice del girone unico del torneo di qualificazione       | 3 (1989, 1992, 1996)                | 1996            |
| Brasile     | CONMEBOL       | Vincitrice della Taça América 2000                             | 3 (1989, 1992, 1996)                | 1996            |
| Costa Rica  | CONCACAF       | 1ª classificata nel CONCACAF Futsal Championship 2000          | 1                                   | 1992            |
| Croazia     | UEFA           | 1ª classificata nel girone D del torneo di qualificazione      | -                                   | Esordiente      |
| Cuba        | CONCACAF       | 2ª classificata nel CONCACAF Futsal Championship 2000          | 1                                   | 1996            |
| Egitto      | CAF            | 1ª classificata nel girone unico del torneo di qualificazione  | 1                                   | 1996            |
| Guatemala   | CONCACAF       | Rappresentativa della nazione organizzatrice della fase finale | -                                   | Esordiente      |
| Iran        | AFC            | Vincitrice del campionato asiatico 2000                        | 2 (1992, 1996)                      | 1996            |
| Kazakistan  | AFC            | 2ª classificata nel campionato asiatico 2000                   | -                                   | Esordiente      |
| Paesi Bassi | UEFA           | 1ª classificata nel girone E del torneo di qualificazione      | 3 (1989, 1992, 1996)                | 1996            |
| Portogallo  | UEFA           | 1ª classificata nel girone A del torneo di qualificazione      | -                                   | Esordiente      |
| Russia      | UEFA           | 1ª classificata nel girone C del torneo di qualificazione      | 2 (1992, 1996)                      | 1996            |
| Spagna      | UEFA           | 1ª classificata nel girone B del torneo di qualificazione      | 3 (1989, 1992, 1996)                | 1996            |
| Thailandia  | AFC            | 3ª classificata nel campionato asiatico 2000                   | -                                   | Esordiente      |
| Uruguay     | CONMEBOL       | 3ª classificata della Taça América 2000                        | 1                                   | 1996            |

## Stadi
| Città del Guatemala | Città del Guatemala           | Città del Guatemala                       |
| ------------------- | ----------------------------- | ----------------------------------------- |
| Città del Guatemala | Domo Polideportivo de la CDAG | Gimnasio Nacional Teodoro Palacios Flores |
| Città del Guatemala | Capienza: 10.000              | Capienza: 13.807                          |
| Città del Guatemala |                               |                                           |

## Prima fase

### Girone A

#### Classifica
| Pos. | Squadra    | Pt | G | V | N | P | GF | GS | DR  |
| ---- | ---------- | -- | - | - | - | - | -- | -- | --- |
| 1.   | Brasile    | 9  | 3 | 3 | 0 | 0 | 45 | 3  | +42 |
| 2.   | Portogallo | 6  | 3 | 2 | 0 | 1 | 12 | 8  | +4  |
| 3.   | Guatemala  | 3  | 3 | 1 | 0 | 2 | 10 | 40 | -30 |
| 4.   | Kazakistan | 0  | 3 | 0 | 0 | 3 | 8  | 24 | -16 |

#### Risultati
| Arbitri: | Walter Leonel Arce Soler Pedro Galán Nieto Fusaya Suzuki |
| Crono:   | Mohamed Ibrahim Farag                                    |

|                           |           |                                                       |
| F. García 34’, 38’ (rig.) | Marcatori | 11’, 32’, 36’ A. Lima 15’ Arnaldo 18’ Majó 39’ Nélito |

| Arbitri: | Perry Gautier Carlo Servino Po On Andy Wong |
| Crono:   | Yaya Djiba                                  |

| |           |                |
| Manoel Tobias 1’, 25’, 30’ Lenísio 5’, 8’ Schumacher 12’, 15’ Vander Carioca 23’, 28’ Índio 33’, 39’ Falcão 38’ | Marcatori | 10’ Baimuratov |

| Arbitri: | Carlo Servino Martinus van den Bekerom Adrian Tamplin |
| Crono:   | Pedro Galán Nieto                                     |

|  |           |                                                  |
|  | Marcatori | 28’ Vander Carioca 34’ Anderson 36’, 38’ Lenísio |

| Arbitri: | Félix Alberto Chávez Francisco Salinas Ramírez Mohammed Ibrahim Farag |
| Crono:   | Ivan Novak                                                            |

|                                                                |           |                                              |
| ? 12’ (aut.) Jusupov 13’, 38’ Baimuratov 15’, 30’ Linevich 31’ | Marcatori | 2’ (rig.), 10’, 28’, 32’ de Mata 39’ Acevedo |

| Arbitri: | Seyed Sadreddin Mousavi Ivan Novak Yaya Djiba |
| Crono:   | Francisco Salinas Ramírez                     |

|                                                   |           |                            |
| Arnaldo 9’, 18’ Nélito 13’, 28’ Mota 37’ Majó 38’ | Marcatori | 28’ Baimuratov 32’ Lukonin |

| Arbitri: | Mohammed Ibrahim Farag Fusaya Suzuki Alexander Gallardo Alfaro |
| Crono:   | Martinus van den Bekerom                                       |

|                           |           | |
| F. García 29’ C. Ruiz 32’ | Marcatori | 2’, 5’, 30’, 30’, 31’ Fininho 2’ Lenísio 5’, 6’, 7’, 19’, 33’, 37’ Manoel Tobias 7’, 11’, 34’ Schumacher 12’, 32’, 33’ Falcão 14’, 34’ Índio 16’ Almir 26’, 39’ Joan 36’, 37’, 39’ Anderson 38’, 38’, 39’ Vander Carioca |

### Girone B

#### Classifica
| Pos. | Squadra     | Pt | G | V | N | P | GF | GS | DR  |
| ---- | ----------- | -- | - | - | - | - | -- | -- | --- |
| 1.   | Paesi Bassi | 9  | 3 | 3 | 0 | 0 | 14 | 5  | +9  |
| 2.   | Egitto      | 6  | 3 | 2 | 0 | 1 | 14 | 7  | +7  |
| 3.   | Uruguay     | 3  | 3 | 1 | 0 | 2 | 7  | 8  | -1  |
| 4.   | Thailandia  | 0  | 3 | 0 | 0 | 3 | 2  | 17 | -15 |

#### Risultati
| Arbitri: | Adrian Tamplin Ivan Novak Pedro Galán Nieto |
| Crono:   | Perry Gautier                               |

|                                           |           |                    |
| Guerra 12’ Moliterno 15’, 35’ Lamanna 37’ | Marcatori | 18’ (t.l.) Piemkum |

| Arbitri: | Carlos René del Cid Urbina Po On Andy Wong Seyed Sadreddin Mousavi |
| Crono:   | Félix Alberto Chávez                                               |

|                                               |           |                                                             |
| G. Sayed 26’ Soliman 34’ (rig.) El Gohary 35’ | Marcatori | 5’ Talha 11’, 35’ Lettinck 16’ Leatemia 19’ (t.l.) Marechal |

| Arbitri: | Yaya Djiba Sérgio Ricardo Camanho Perry Gautier |
| Crono:   | Félix Alberto Chávez                            |

|  |           |                                                                                 |
|  | Marcatori | 5’, 18’, 38’ Abdel Kader 35’ Kenawy 36’ Mohamed 37’ G. Sayed 37’ (t.l.) Soliman |

| Arbitri: | Ivan Novak Adrian Tamplin Carlos René del Cid Urbina |
| Crono:   | Po On Andy Wong                                      |

|                                       |           |               |
| Lettinck 16’ (t.l.), 21’ Marechal 32’ | Marcatori | 36’ Moliterno |

| Arbitri: | Antonín Herzog Walter Leonel Arce Soler Félix Alberto Chávez |
| Crono:   | Adrian Tamplin                                               |

|                                                                |           |            |
| Tjaden 13’ Leatemia 19’ Lettinck 27’, 34’ Talha 31’ Biloro 32’ | Marcatori | 31’ Polsak |

| Arbitri: | Carlo Servino Pedro Galán Nieto Martinus van den Bekerom |
| Crono:   | Sérgio Ricardo Camanho                                   |

|                                                          |           |                              |
| G. Sayed 3’ Soliman 19’ (t.l.) Abdel Kader 27’ Sabry 31’ | Marcatori | 38’ M. Hernández 39’ Lamanna |

### Girone C

#### Classifica
| Pos. | Squadra    | Pt | G | V | N | P | GF | GS | DR  |
| ---- | ---------- | -- | - | - | - | - | -- | -- | --- |
| 1.   | Russia     | 9  | 3 | 3 | 0 | 0 | 20 | 4  | +16 |
| 2.   | Croazia    | 6  | 3 | 2 | 0 | 1 | 12 | 5  | +7  |
| 3.   | Costa Rica | 3  | 3 | 1 | 0 | 2 | 8  | 12 | -4  |
| 4.   | Australia  | 0  | 3 | 0 | 0 | 3 | 3  | 22 | -19 |

#### Risultati
| Arbitri: | Sérgio Ricardo Camanho Seyed Sadreddin Mousavi Martinus van den Bekerom |
| Crono:   | Carlos René del Cid Urbina                                              |

|                                                    |           |                           |
| Markin 24’ Erëmenko 32’ Agafonov 33’ Alekberov 39’ | Marcatori | 35’ Martić 38’ Dervišagić |

| Arbitri: | Antonín Herzog Félix Alberto Chávez Mohamed Ibrahim Farag |
| Crono:   | Francisco Salinas Ramírez                                 |

|                         |           |                                                                           |
| Amendolia 15’ Macor 37’ | Marcatori | 16’ (t.l.) Valverde 19’, 23’ Juárez 33’, 36’ Innecken 39’ (t.l.) Carvajal |

| Arbitri: | Po On Andy Wong Perry Gautier Sérgio Ricardo Camanho |
| Crono:   | Yaya Djiba                                           |

|              |           |                                                              |
| Carvajal 27’ | Marcatori | 3’, 15’ Tkačuk 4’ Belyj 6’ Alekberov 33’ Erëmenko 39’ Markin |

| Arbitri: | Fusaya Suzuki Carlos René del Cid Urbina Seyed Sadreddin Mousavi |
| Crono:   | Walter Leonel Arce Soler                                         |

|                                                               |           |  |
| Martić 5’, 16’ Grdović 13’, 35’ (rig.) Delpont 25’ Čuljak 34’ | Marcatori |  |

| Arbitri: | Francisco Salinas Ramírez Yaya Djiba Seyed Sadreddin Mousavi |
| Crono:   | Félix Alberto Chávez                                         |

|                                            |           |                     |
| Eklić 4’ Grdović 9’ Martić 26’ Tomičić 39’ | Marcatori | 39’ (t.l.) Valverde |

| Arbitri: | Alexander Gallardo Alfaro Carlos René del Cid Urbina Fusaya Suzuki |
| Crono:   | Mohamed Ibrahim Farag                                              |

| |           |              |
| Alekberov 15’ Verižnikov 15’ Čugunov 18’, 39’ Erëmenko 19’ Kupeckov 22’ Belyj 34’ Ščučko 36’, 39’ Tkačuk 37’ | Marcatori | 1’ Aitchison |

### Girone D

#### Classifica
| Pos. | Squadra   | Pt | G | V | N | P | GF | GS | DR  |
| ---- | --------- | -- | - | - | - | - | -- | -- | --- |
| 1.   | Spagna    | 9  | 3 | 3 | 0 | 0 | 19 | 2  | +17 |
| 2.   | Argentina | 6  | 3 | 2 | 0 | 1 | 10 | 5  | +5  |
| 3.   | Iran      | 3  | 3 | 1 | 0 | 2 | 6  | 9  | -3  |
| 4.   | Cuba      | 0  | 3 | 0 | 0 | 3 | 1  | 20 | -19 |

#### Risultati
| Arbitri: | Martinus van den Bekerom Yaya Djiba Walter Leonel Arce Soler |
| Crono:   | Fusaya Suzuki                                                |

|  |           | |
|  | Marcatori | 2’, 33’ J. Rodríguez 4’ J. García 9’ Linares 24’, 26’ Riquer 32’ Paulo Roberto 36’ Orol 39’ Daniel |

| Arbitri: | Francisco Salinas Ramírez Alexander Gallardo Alfaro Carlo Servino |
| Crono:   | Antonín Herzog                                                    |

|               |           |                           |
| Mohammadi 19’ | Marcatori | 29’ C. Sánchez 30’ Mónaco |

| Arbitri: | Pedro Galán Nieto Mohamed Ibrahim Farag Alexander Gallardo Alfaro |
| Crono:   | Carlo Servino                                                     |

|                                                                       |           |             |
| C. Sánchez 5’, 32’ Mónaco 8’, 38’, 39’ Tallaferro 25’ Planas 26’, 33’ | Marcatori | 2’ Kindelán |

| Arbitri: | Walter Leonel Arce Soler Antonín Herzog Francisco Salinas Ramírez |
| Crono:   | Martinus van den Bekerom                                          |

|                                                                         |           |                                              |
| Daniel 3’ Linares 14’ (t.l.), 17’ (t.l.) J. García 19’ J. Rodríguez 34’ | Marcatori | 1’ (aut) ? 15’ (aut) ? 35’ Bashi 39’ Moeeini |

| Arbitri: | Sérgio Ricardo Camanho Po On Andy Wong Pedro Galán Nieto |
| Crono:   | Martinus van den Bekerom                                 |

|                                        |           |  |
| Shamsaee 13’ Dadashi 22’ Heidarian 29’ | Marcatori |  |

| Arbitri: | Perry Gautier Adrian Tamplin Antonín Herzog |
| Crono:   | Walter Leonel Arce Soler                    |

|  |           |                                  |
|  | Marcatori | 35’, 37’ J. Rodríguez 39’ Daniel |

## Seconda fase

### Girone E

#### Classifica
| Pos. | Squadra   | Pt | G | V | N | P | GF | GS | DR  |
| ---- | --------- | -- | - | - | - | - | -- | -- | --- |
| 1.   | Brasile   | 9  | 3 | 3 | 0 | 0 | 22 | 7  | +15 |
| 2.   | Russia    | 3  | 3 | 2 | 0 | 1 | 13 | 13 | 0   |
| 3.   | Egitto    | 3  | 3 | 1 | 0 | 2 | 13 | 20 | -7  |
| 4.   | Argentina | 3  | 3 | 0 | 0 | 3 | 6  | 14 | -8  |

#### Risultati
| Arbitri: | Ivan Novak Yaya Djiba Pedro Galán Nieto |
| Crono:   | Antonín Herzog                          |

|                                                                                            |           |                |
| Belyj 18’ Markin 28’ Verižnikov 36’ (t.l.), 37’ (rig.) Malyšev 39’ Tkačuk 39’ Erëmenko 39’ | Marcatori | 5’ E. González |

| Arbitri: | Perry Gautier Adrian Tamplin Alexander Gallardo Alfaro |
| Crono:   | Carlos René del Cid Urbina                             |

| |           |                                           |
| Lenísio 2’ Fininho 3’ Manoel Tobias 10’, 24’, 30’ Schumacher 13’, 37’ Anderson 22’ Vander Carioca 29’, 36’ Falcão 33’, 39’ | Marcatori | 3’ Sabry 23’ G. Sayed 38’ Seif 39’ Ismail |

| Arbitri: | Po On Andy Wong Antonín Herzog Ivan Novak |
| Crono:   | Adrian Tamplin                            |

|                                                                       |           |                                                  |
| Soliman 1’ G. Sayed 3’ Seif 7’ Mohamed 7’, 35’ Abdel Kader 37’ (rig.) | Marcatori | 5’ Erëmenko 19’ Agafonov 19’ Alekberov 39’ Belyj |

| Arbitri: | Pedro Galán Nieto Carlo Servino Perry Gautier |
| Crono:   | Fusaya Suzuki                                 |

|            |           |                                                                 |
| Mónaco 24’ | Marcatori | 12’ Manoel Tobias 17’ Vander Carioca 34’ Fininho 37’ Schumacher |

| Arbitri: | Adrian Tamplin Ivan Novak Perry Gautier |
| Crono:   | Yaya Djiba                              |

|                                  |           |                                        |
| Abdel Kader 9’ G. Sayed 19’, 38’ | Marcatori | 6’, 19’ Garcias 21’ Petillo 27’ Planas |

| Arbitri: | Seyed Sadreddin Mousavi Walter Leonel Arce Soler Fusaya Suzuki |
| Crono:   | Po On Andy Wong                                                |

|                                                                        |           |                           |
| Manoel Tobias 9’, 12’, 38’ Schumacher 12’ Anderson 17’ (rig.) Joan 34’ | Marcatori | 26’ Alekberov 27’ Malyšev |

### Girone F

#### Classifica
| Pos. | Squadra     | Pt | G | V | N | P | GF | GS | DR  |
| ---- | ----------- | -- | - | - | - | - | -- | -- | --- |
| 1.   | Spagna      | 9  | 3 | 3 | 0 | 0 | 15 | 1  | +14 |
| 2.   | Portogallo  | 6  | 3 | 2 | 0 | 1 | 7  | 5  | +2  |
| 3.   | Croazia     | 3  | 3 | 1 | 0 | 2 | 6  | 10 | -4  |
| 4.   | Paesi Bassi | 0  | 3 | 0 | 0 | 3 | 3  | 15 | -12 |

#### Risultati
| Arbitri: | Félix Alberto Chávez Sérgio Ricardo Camanho Mohamed Ibrahim Farag |
| Crono:   | Alexander Gallardo Alfaro                                         |

|                   |           |                                   |
| Langenhuijsen 39’ | Marcatori | 28’ Arnaldo 39’ Costa 39’ Vitinha |

| Arbitri: | Walter Leonel Arce Soler Carlos René del Cid Urbina Adrian Tamplin |
| Crono:   | Po On Andy Wong                                                    |

|                                                              |           |  |
| Daniel 1’ J. Rodríguez 4’ Linares 12’ J. García 27’ Kike 31’ | Marcatori |  |

| Arbitri: | Carlo Servino Seyed Sadreddin Mousavi Walter Leonel Arce Soler |
| Crono:   | Sérgio Ricardo Camanho                                         |

|                                              |           |                                     |
| Tomičić 2’, 22’, 39’ Grdović 12’, 19’ (t.l.) | Marcatori | 4’ (rig.), 30’ (rig.) Langenhuijsen |

| Arbitri: | Francisco Salinas Ramírez Fusaya Suzuki Félix Alberto Chávez |
| Crono:   | Mohamed Ibrahim Farag                                        |

|            |           |                                          |
| Nélito 24’ | Marcatori | 1’ J. Rodríguez 2’ Daniel 23’ J. Sánchez |

| Arbitri: | Sérgio Ricardo Camanho Perry Gautier Carlos René del Cid Urbina |
| Crono:   | Félix Alberto Chávez                                            |

|                                  |           |           |
| Arnaldo 23’ A. Lima 24’ Majó 39’ | Marcatori | 37’ Eklić |

| Arbitri: | Alexander Gallardo Alfaro Mohamed Ibrahim Farag Carlo Servino |
| Crono:   | Francisco Salinas Ramírez                                     |

|  |           |                                                                          |
|  | Marcatori | 2’ (rig.), 28’ Daniel 25’, 27’ J. García 31’, 37’ Paulo Roberto 35’ Kike |

## Fase a eliminazione diretta

### Semifinali
| Arbitri: | Francisco Salinas Ramírez Perry Gautier Fusaya Suzuki |
| Crono:   | Seyed Sadreddin Mousavi                               |

|                                   |           |                    |
| Paulo Roberto 15’ Daniel 23’, 39’ | Marcatori | 2’, 38’ Verižnikov |

| Arbitri: | Félix Alberto Chávez Adrian Tamplin Carlos René del Cid Urbina |
| Crono:   | Mohamed Ibrahim Farag                                          |

| |           |  |
| Manoel Tobias 2’, 38’ Schumacher 14’ André 16’ Vander Carioca 27’ Almir 30’ Índio 36’ Anderson 39’ | Marcatori |  |

### Finale 3º posto
| Arbitri: | Pedro Galán Nieto Yaya Djiba Po On Andy Wong |
| Crono:   | Sérgio Ricardo Camanho                       |

|                          |           |                                       |
| Agafonov 5’ Kupeckov 10’ | Marcatori | 15’ Vitinha 27’, 28’ Majó 38’ Formiga |

### Finale
| Arbitri: | Ivan Novak Carlo Servino Walter Leonel Arce Soler |
| Crono:   | Seyed Sadreddin Mousavi                           |

|                                                                     |           |                                                   |
| Daniel 1’ (rig.) J. Sánchez 19’ J. Rodríguez 35’ (t.l.), 39’ (t.l.) | Marcatori | 17’ Anderson 30’ Manoel Tobias 34’ Vander Carioca |

## Statistiche

### Classifica marcatori
19 reti
- Manoel Tobias

11 reti
- Vander

10 reti
- Schumacher
- Daniel

8 reti
- Anderson

7 reti
- Fininho
- Gehad Sayed

6 reti
- Falcão
- Lenísio
- Sayed Abdel Kader
- Hendrikus Lettinck
- Javier Rodríguez

5 reti
- Augusto Mónaco
- Índio
- Robert Grdović
- Arnaldo Pereira
- Majó

- Temur Alekberov
- Konstantin Erëmenko
- Aleksandr Verižnikov
- Julio García

4 reti
- Mićo Martić
- Nikola Tomičić
- Nader Soliman
- Héctor de Mata
- Talğat Baimūratov
- André Lima

- Nelito
- Arkadij Belyj
- Andrej Tkačuk
- Joan Linares
- Paulo Roberto

3 reti
- Leandro Planas
- Carlos Sánchez
- Joan
- Abdel Hakim Mohamed
- Freddy García

- Pascal Langenhuijsen
- Denis Agafonov
- Michail Markin
- Javier Sánchez
- Nicolás Moliterno

2 reti
- Hernán Garcias
- Almir
- José Carvajal
- Allan Innecken
- Ricardo Juárez
- Juan Valverde
- Goran Eklić

- Samir Sabry
- Samir Seif
- Ramil' Jusupov
- Hendrik Leatemia
- René Marechal
- Moestafa Talha
- Vitinha

- Dmitrij Čugunov
- Boris Kupeckov
- Sergej Malyšev
- Vladislav Ščučko
- Kike
- Alberto Riquer
- Pablo Lamanna

1 rete
- Esteban González
- Rodrigo Petillo
- Mariano Tallaferro
- Simon Aitchison
- Jamie Amendolia
- Daniel Macor
- André
- Mate Čuljak
- Alen Delpont
- Edin Dervišagić
- Camilo Kindelán

- Yousef El Gohary
- Tamer Ismail
- Morsy Kenawy
- Erick Acevedo
- Carlos Ruiz
- Ahmad Bashi
- Siamak Dadashi
- Mohammad Reza Heidarian
- Mojtaba Moeeini
- Kazem Mohammadi
- Vahid Shamsaee

- Sergey Lukonin
- Andrey Linevich
- Anton Biloro
- Maximiliaan Tjaden
- Miguel Mota
- Formiga
- Javier Orol
- Pattaya Piemkum
- Yutthana Polsak
- Claudio Guerra
- Martín Hernández

## Premi
- Scarpa d'oro:  Manoel Tobias
  - Scarpa d'argento:  Schumacher
  - Scarpa di bronzo:  Daniel
- Pallone d'oro:  Manoel Tobias
- Miglior portiere: non assegnato
- Premio FIFA Fair Play:  Brasile
- All-Star Team:

| Portiere        | Difensori           | Attaccanti           |
| --------------- | ------------------- | -------------------- |
| Božidar Butigan | Javier Orol Fininho | Manoel Tobias Daniel |